# Bernardin Dubrovčanin
Bernardin Dubrovčanin (Bernardin, Br.) (fl. 1813.), hrvatski graditelj orgulja iz Dubrovnika. Stilski je djelovao pod utjecajem talijanskih graditelja, s naglaskom na mletačke.
Pripadao je franjevcima. Pripisuju mu se orgulje u župnoj crkvi u Visu.